# Ringgadebroen
Ringgadebroen er en bro over den østjyske længdebane, beliggende ca. 1,5 km vest for Aarhus Hovedbanegård. 
Broen forbinder to strækninger af Ringgaden på dét stykke, hvor den hedder Søndre Ringgade. Den forbinder i nord, Åbyhøj og Vesterbro (Aarhus), med Langenæs og Frederiksbjerg i syd.
Broen krydser 40 spor, den er ca. 300 meter lang og er den største af de tre broer, der krydser det brede jernbanelegeme i Aarhus. Foruden Ringgadebroen findes Bruunsbro og Frederiksbro.
Lige vest for Ringgadebroen ligger et tidligere vandtårn (nu kontorbygning), som blev opført og benyttet af Statsbanerne.

## Historie
Broen blev bygget i 1936-37 for at forbinde det langstrakte Aarhus-område, der ellers var delt af det store jernbaneanlæg. Broen blev indviet 1. juni 1938, og i 1970-71 blev den udvidet.
I januar 2007 begyndte Ringgadebroen at slå revner, og mindre stykker beton faldt således ned under broen. Det fik DSB, hvis mandskab blandt andet arbejder under broen, til at kontakte Aarhus Kommune angående en reparation.  Ingeniører fra kommunen besigtigede broen, og det konkluderedes at den var sikker nok. Dog gentog episoden sig, og et arbejde med at banke løstsiddende betonstykker ned fra broen blev derfor indledt.
I 2007 gennemgik Ringgadebroen ligeledes en ombygning, hvormed en venstresvingsbane til Værkmestergade blev etableret på broen.